# Kanta Kajiyama
Kanta Kajiyama (梶山 幹太 Kajiyama Kanta?, nacido el 24 de abril de 1998 en Niigata, Niigata) es un futbolista japonés que se desempeña como centrocampista.

## Trayectoria

### Clubes
| Club           | País  | Año         |
| -------------- | ----- | ----------- |
| Nagoya Grampus | Japón | 2017 - 2018 |
| SC Sagamihara  | Japón | 2018 -      |

## Estadística de carrera

### J. League
| Club           | Año   | J. League | J. League | Copa J. League | Copa J. League | Total | Total |
| Club           | Año   | Part.     | Goles     | Part.          | Goles          | Part. | Goles |
| -------------- | ----- | --------- | --------- | -------------- | -------------- | ----- | ----- |
| Nagoya Grampus | 2017  | 0         | 0         | -              | -              | 0     | 0     |
| Nagoya Grampus | 2018  | 0         | 0         | 2              | 0              | 2     | 0     |
| SC Sagamihara  | 2018  | 11        | 0         | -              | -              | 11    | 0     |
| Total          | Total | 11        | 0         | 2              | 0              | 13    | 0     |